# إرفينغ برلين
إرفينغ برلين (بالإنجليزية: Irving Berlin)‏ (Irving Berlin) أو إسرائيل إسيدوري بيلين (11 مايو 1888 - 22 سبتمبر 1989 في نيويورك) كان ملحناً أمريكياً، ولد لعائلة من اليهود التي كانت تقيم في روسيا البيضاء ورغما عن ذلك فإن مكان ميلاده غير معروف.

## حياته
ولد برلين عام 1888. هاجرت عائلته عام 1891 إلى الولايات المتحدة أين أقامت في مدينة نيويورك. لم يتلق برلين تعليمه النظامي إلا لمدة عامين فقط، وعلم نفسه بنفسه ليصبح فيما بعد ملحناً. كان أول عمل له هي أغنية فرقة الإسكندر عام 1911. بين عامي 1911 وأوائل الثلاثينيات من القرن الماضي ألّف إرفينغ أغنيات عديدة من مسرحيات برودواي الغنائية. من أشهر أعماله هو النشيد بارك الرب أمريكا (God Bless America) بكلماته وتلحينه.

## روابط خارجية
- إرفينغ برلين على موقع IMDb (الإنجليزية)
- إرفينغ برلين على موقع الموسوعة البريطانية (الإنجليزية)
- إرفينغ برلين على موقع روتن توميتوز (الإنجليزية)
- إرفينغ برلين على موقع مونزينجر (الألمانية)
- إرفينغ برلين على موقع ألو سيني (الفرنسية)
- إرفينغ برلين على موقع ميوزك برينز (الإنجليزية)
- إرفينغ برلين على موقع أول موفي (الإنجليزية)
- إرفينغ برلين على موقع قاعدة بيانات برودواي على الإنترنت (الإنجليزية)
- إرفينغ برلين على موقع قاعدة بيانات الأفلام السويدية (السويدية)
- إرفينغ برلين على موقع إن إن دي بي (الإنجليزية)